# Nhân mã

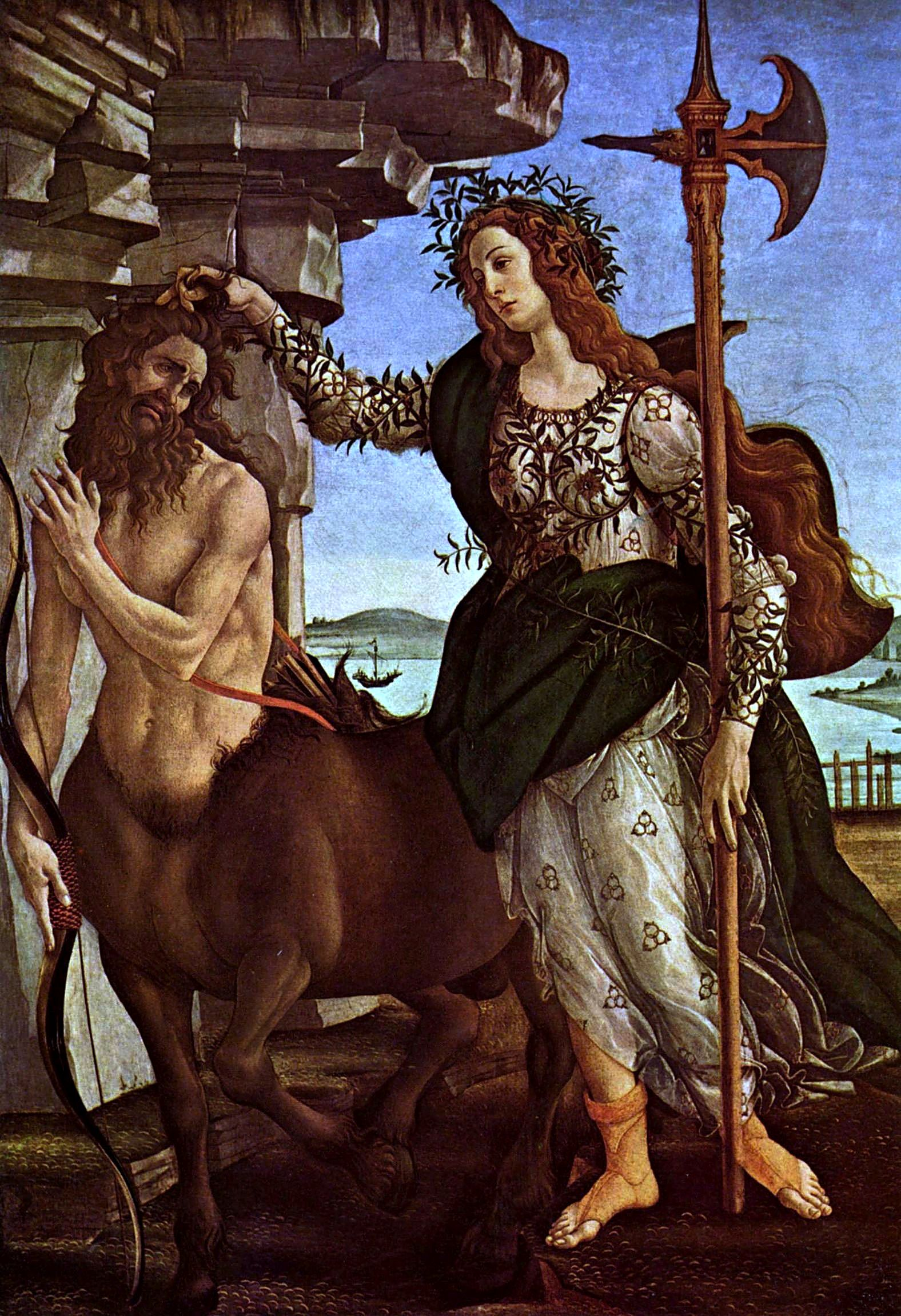
Họa phẩm về nhân mã

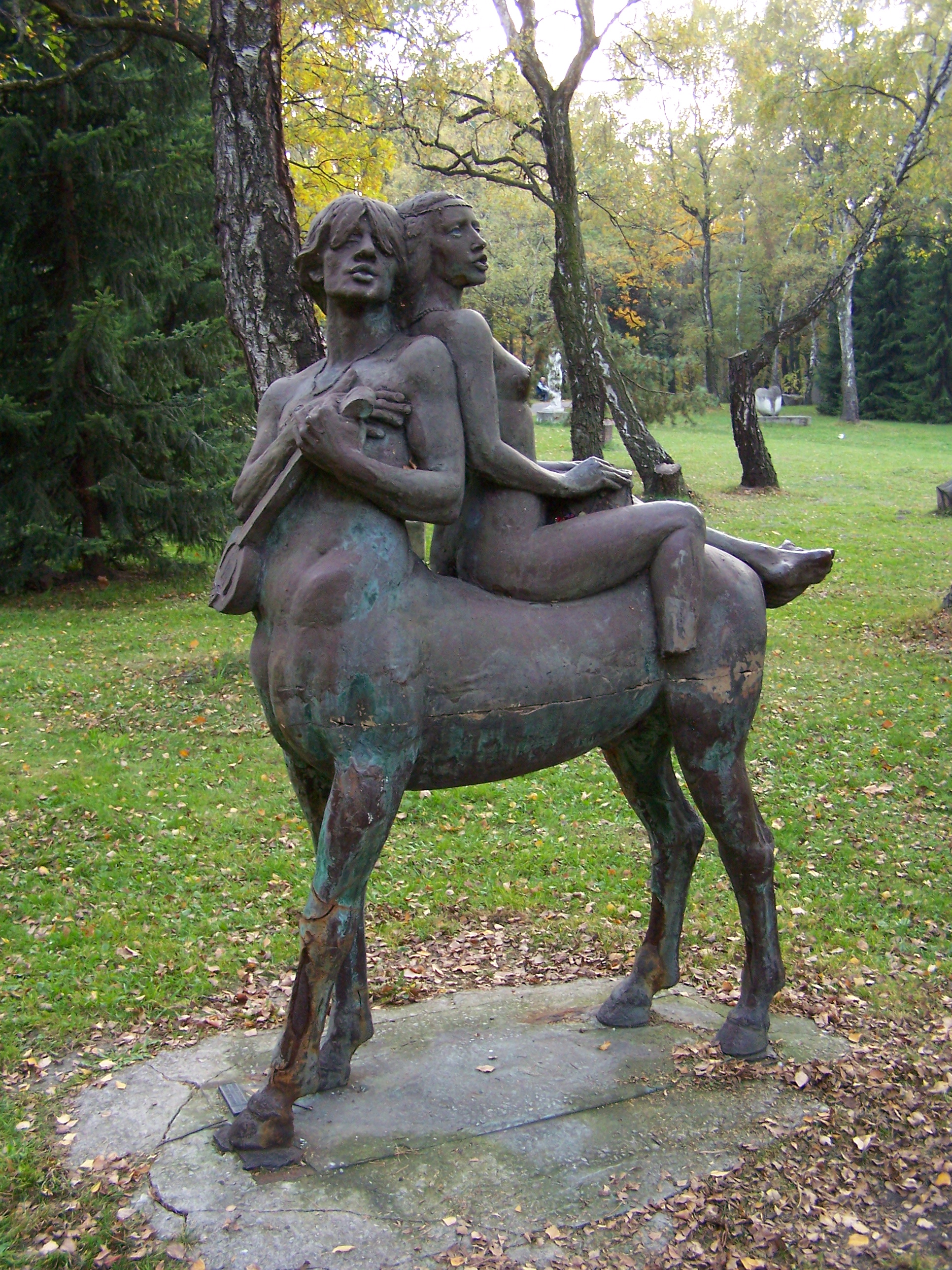
Tượng nhân mã ngoài trời

Tranh vẽ cảnh 02 nhân mã chiến đấu với ác thú (hổ, báo, sư tử), trong đó một con nhân mã đã bị hổ vồ chết, nhân mã còn lại đã giết sư tử và quay sang tấn công hổ

Nhân mã hay Kentauros (tiếng Hy Lạp: Κένταυρος, đã Latinh hoá: Kéntauros, tiếng Latinh: Centaurus) là một sinh vật trong thần thoại Hy Lạp có nửa thân trên của con người và toàn bộ phần dưới là của con ngựa. Trong thần thoại Hy Lạp, loài nhân mã cùng tồn tại với con người, các anh hùng và các thần nhưng sống tại vùng núi của Thessalía. Theo thần thoại Hy Lạp, một vị vua tên là Ixion dám tán tỉnh Hera, vợ thần Zeus. Thần Zeus tức giận bèn lừa Ixion bằng cách tạo ra một cụm mây giống hình dạng Hera mà đây là thần Nephele. Ixion lấy Nephele, sinh ra một quái vật tên là Kentauros (nửa trên là người, nửa dưới là ngựa). Kentauros cùng với những con ngựa trên vùng núi Thessalía sinh ra dòng giống nhân mã. Cũng có nguồn cho rằng Kentauros là con của thần Apollo và tiên nữ Stilbe.

## Đặc điểm
Đa số nhân mã là những sinh vật cộc cằn, thô lỗ và có ác cảm với con người. Tuy nhiên, có một nhân mã tên là Cheiron có tính cách tử tế, đàng hoàng và có trí tuệ. Cheiron không phải là con cháu của Nephele như các nhân mã khác và là bạn của các anh hùng Peleus và Heracles. Peleus đã đưa con trai của mình là anh hùng Achilles cho Cheiron nuôi dưỡng. Cheiron chết vì mũi tên độc của Heracles do bị bắn lầm. Khi ông chết, được đặt cùng những chòm sao trên trời. Ngày nay, từ Nam Bán Cầu có thể nhìn thấy chòm sao Nhân Mã mang hình dáng một nhân mã cầm kiếm, cách Trái Đất 4,5 năm ánh sáng tức là khoảng 425.736.000 km (nếu lấy vận tốc ánh sáng là 300.000 km/s).